# Auchterarder
Auchterarder (pron.: /ɒxtərˈɑːrdər/in gaelico scozzese: Uachdar Àrdair; 2,41 km²) è una cittadina (e un tempo burgh) di circa 4.200 abitanti. della Scozia centro-orientale, facente parte dell'area amministrativa del Perth e Kinross (contea tradizionale: Perthshire).
La località è nota, tra l'altro, per i suoi campi da golf.

## Geografia fisica

### Collocazione
Auchterarder si trova a nord delle Ochill Hills, a circa metà strada tra Perth e Dunblane (rispettivamente a sud-ovest della prima e a nord-est della seconda).

## Società

### Evoluzione demografica
Al censimento del 2011, Auchterarder contava una popolazione pari a 4.206 abitanti. La cittadina ha conosciuto un incremento demografico rispetto al 2001, quando contava 3.999 abitanti (3.945 secondo un'altra fonte), e al 1991, quando ne contava 3.221.

## Storia
Nel Medioevo, Auchterarder era il più importante centro abitato dello Strathearn.
Nel 1919 furono realizzati nei dintorni della località due campi da golf da 18 buche.

## Monumenti
Tra i monumenti principali di Auchterarder figurano le rovine di un castello, che fu la residenza di Malcom III nel corso dell'XI secolo.
Un altro castello situato nei dintorni di Auchterarder è il Kincardine Castle, risalente al XIX secolo.